# 鳴尾村 (兵庫県)

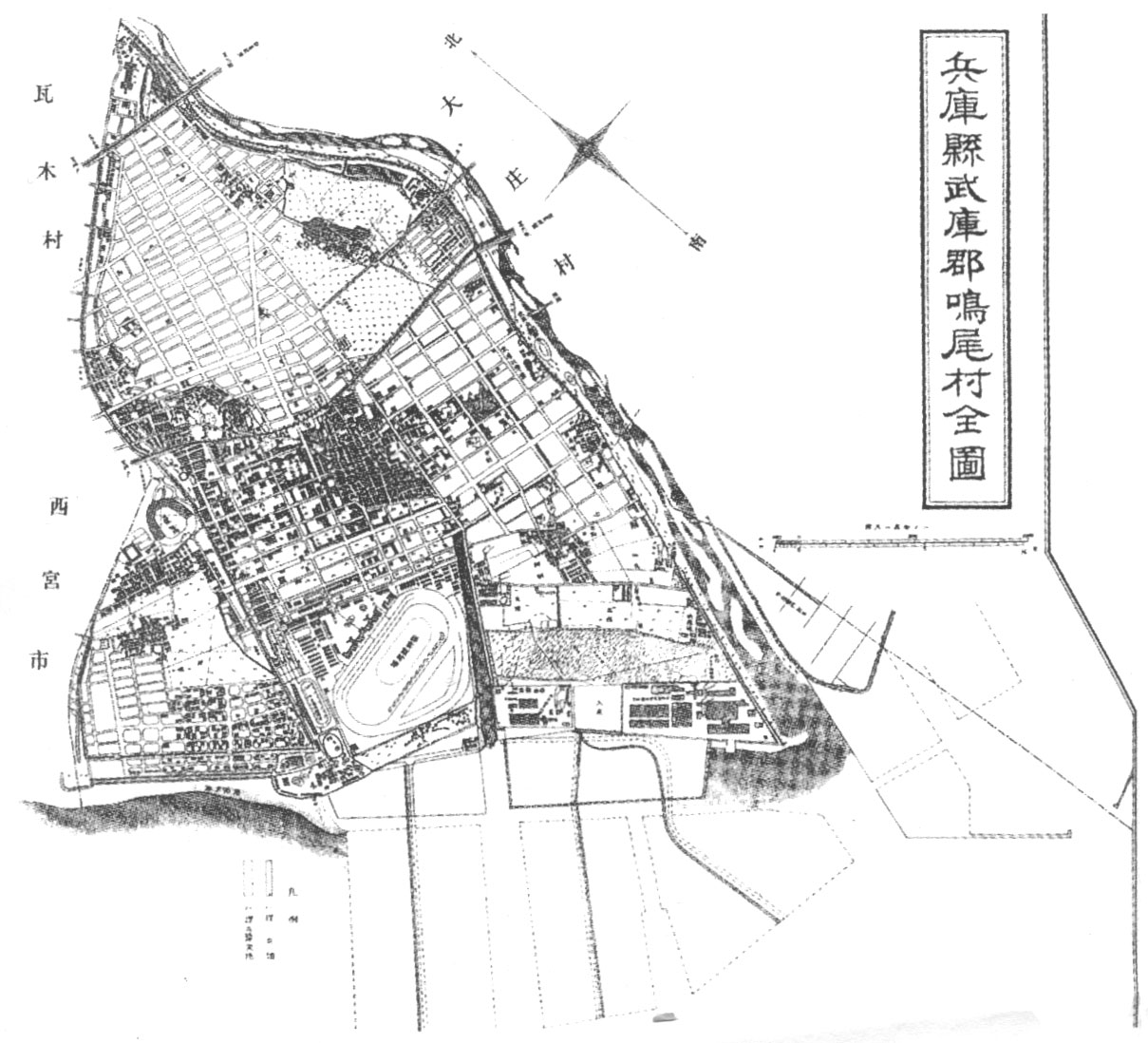
昭和12年の鳴尾村

鳴尾村（なるおむら）は、かつて兵庫県武庫郡鳴尾に存在した村である。1951年4月1日に西宮市に編入されて消滅した。
現在の西宮市鳴尾町一〜五丁目・上鳴尾町・甲子園一番町・甲子園二番町・甲子園三番町・甲子園四番町・甲子園五番町・甲子園六番町・甲子園七番町・甲子園八番町・甲子園九番町・甲子園町・南甲子園一〜三丁目・浜甲子園一〜四丁目・枝川町・古川町・戸崎町・花園町・学文殿町一〜二丁目・里中町一〜三丁目・池開町・武庫川町・笠屋町・東鳴尾一〜二丁目・上田西町・上田中町・上田東町・高須町一〜二丁目、尼崎市平左衛門町にあたる。

## 地理
東西3,230m、南北4,420m、海岸線3,850m。
東は武庫川東岸の平左右衛門新田を画して大庄村、北は枝川越しに瓦木村、西は枝川と申川越しに今津村に隣接し、南は大阪湾にして東方遥かに大阪築港に対する。
鳴尾、小松、小曽根、上田新田（後に上田へ改める）の4大字を有した。
武庫川上流から流れてきた土砂が河口に堆積した三角州の地であり、極坦々とした平野で、丘陵・山地は全くなく、村内に海抜2m突半を越える高所はない。武庫川・枝川の堤だけが平地よりわずかに隆起して松が繁茂していた。

## 歴史

### 明治以前
鳴尾は古くから瀬戸内に添う景勝の地として知られ、「鳴尾の一つの松」「鳴尾の浦」「鳴尾の沖」などが古歌や謡曲で歌枕として多く詠まれている。「鳴尾」は古くは「成尾」とも記されており、緩やかな傾斜地を意味する「ナル」と先端を意味する「オ（尾）」が合わさってできた地名と推測されている。武庫川が長い年月に堆積した砂礫や瀬戸内海の潮流や風が形成した砂州が緩やかな傾斜で海辺に達する端の方、という意味である（地名については他にも諸説あり）。
鳴尾一帯が歴史に登場するのは7世紀半ばとみられているが、鳴尾の地名が最も古く確認できるのは平安時代である承徳元年（1097年）、源俊頼が九州太宰府から帰る途中に詠んだ歌「羨まし なるおにたてる 松ならば 浪かけぬ間も あらましものを」以下2首の中である。この頃には鳴尾にも集落ができていたが、それは数件の苫屋からなる寒村であった。
景勝の地であった鳴尾であるが、武庫川が天井川であるため水利には向かず、旱魃の際には村民が大いに困ることとなった。とりわけ、天正3年（1591年）には3年続きの旱魃で、隣の瓦林村から無断で取水したため周囲の村落を巻き込んで紛争（天正北郷樋事件）となり、最終的に鳴尾村側25名（他に瓦林村側26名。ただ奈良の多聞院英俊の日記には両村犠牲者合計83名という記録がある）の命と引き換え（大坂で処刑された）に、水利権が保障されることとなった（このときの裁許状は現存）。この騒動は遠く興福寺の記録に残るほか、現在も甲子園三番町にある北郷公園に鳴尾義民碑が残っている。
また、武庫川はたびたび氾濫を起こして鳴尾に被害を及ぼしてきた。たとえば、弘治3年（1557年）には高潮により堤防が決壊し、流れた水が枝川という川筋を作った。また、元文5年（1740年）の洪水ではその枝川からさらに川が分岐して、この年の十二支にちなんで申川と呼ばれるようになった。この枝川・申川と武庫川本流に挟まれた区域がのちの鳴尾村となる。

### 明治時代
町村制の施行とともに鳴尾村・小松村・小曽根村・上田新田村が合併して鳴尾村となった。この鳴尾村を大きく変えていくこととなったのが阪神電気鉄道（阪神）である。阪神本線の建設当時、地域によっては「エレキで酒が腐る」などの反対運動があったとされるが、鳴尾村では積極的に誘致を進め、土地を無償で提供する代わりに現在の位置に鳴尾駅を誘致し、路線はここで南へとカーブすることとなった。
1905年に阪神が開通すると、鳴尾村の利便性は大きく向上することとなった。それは交通面にとどまらず、翌年には阪神が電灯事業を開始、1910年には鳴尾駅を含む阪神間の駅にポストを設置し、阪神電車を使って収集する「電車郵便」制度が開始し、サービス面でも新しいものが流入してきた。
また、1907年から翌年にかけて2つの競馬場が開業し、1910年には統合されて鳴尾競馬場となった。競馬客を相手とした商売も成立していったが、もともとの産業であった木綿栽培は海外産に押されて衰退し、代わってイチゴを栽培する農家が増えてきた。

### 大正時代
1916年には鳴尾競馬場内に阪神の手によって鳴尾球場が作られ全国中等学校優勝野球大会が開催されるようになった。また工業化の波も押し寄せ、地元の反対運動もあったものの1918年には鈴木商店製油部（→ 豊年製油 → J-オイルミルズ）の工場が操業を開始した。1923年には、爆発性のピクリン酸の搬入をめぐって、村を上げての反対運動が起こるが、鈴木商店側が強行するというピクリン酸事件が発生。交渉がつかなかった責任を負って当時の村議・村長が辞任する事態となっている。
一方武庫川の氾濫は依然として問題であり続けたので、改修が計画されることとなった。鳴尾村では現在の本流を廃川にする計画を立てていたが、これは実現することがなく、1920年に立てられた兵庫県の計画では、枝川と申川を廃川にして、その土地を売却して河川改修事業と阪神国道の敷設費用に当てることとした。
この話に乗ってきたのが阪神であった。鳴尾球場では観客がグラウンドになだれ込むほどの超満員となっており、これを代替する大規模な球場が必要だったことや、残りの土地も宅地開発に使えるとの判断で、川の跡地を購入することとした。
こうして1924年に野球場は開業し、この年の干支から甲子園大運動場（現・阪神甲子園球場）と名づけられた。そして、第1回を山本球場で開催した選抜中等学校野球大会も第2回以降は甲子園で開催されることとなった。
一方、廃川の影響により沿岸部を中心とした漁業は衰退して宅地化が進んだ。

### 昭和（〜終戦）
阪神は枝川跡地の開発を進め、1926年に甲子園線を開業させると、さらに沿線の開発を進めていった。具体的には、1925年に甲子園浜海水浴場、1926年にテニスコート（現在の甲子園テニスクラブ）、1928年には甲子園娯楽場（後の甲子園阪神パーク）というように、甲子園エリアを一大娯楽施設としていった。イチゴ農家でもイチゴ狩りを行うなどこの動きに加わっていった。
また、阪神でも宅地開発が行われたが、周囲がさらに宅地として開発されていく中で、耕地整理の制度を借りた土地区画整理事業が行われたが、一度行われた後は鳴尾村が西宮都市計画区域に編入され、街路の整備などは都市計画に沿って行われることとなった。
太平洋戦争が進むにつれ、村内にあった川西航空機の工場は拡張を続け、鳴尾村は企業城下町の様相を呈してきた。それまで盛んであったイチゴ栽培も、1934年の室戸台風で大きな被害を受けたことや戦争のための工場などの進出によって畑が減少していったことなどから廃れてしまう。また、周囲の娯楽施設の敷地を流用して鳴尾飛行場も作られた。増加する人口に対応して、1930年には鳴尾尋常高等小学校の拡張、1936年には鳴尾東尋常小学校、1944年には鳴尾北国民学校の開設と、戦時中にもかかわらず拡充が続けられた。村内には中等教育を担う学校が女学校である武庫川高等女学校のみだったため、男子のためにと、戦時中で資材も不足する中、1943年に村立で鳴尾中学校が設立された。
川西航空機という軍需産業があったことから鳴尾村は空襲の標的となり（1945年に米軍が撒いた、次の攻撃目標とする11都市を記したビラには『西ノ宮』と書かれている）、特に1945年8月6日の阪神大空襲では徹底的に攻撃され、村は焦土と化して終戦を迎える。

### 戦後・合併
1945年（昭和20年）、第二次世界大戦の終戦を迎えた鳴尾村であったが、甲子園球場や鳴尾飛行場はアメリカ軍に接収された。
さらには同年9月18日には枕崎台風接近による高潮により浸水家屋4474戸（うち床上約3500戸）という大きな被害が出た。
1947年（昭和22年）6月12日、昭和天皇が市内に行幸（昭和天皇の戦後巡幸）があり、武庫川学院（武庫川女子専門学校、武庫川高等女学校、武庫川学院中学校）を視察した。
また、同年には教育基本法・学校教育法の施行とともに教育委員会を設立。この時点で教育委員会を設けた市町村は全国でも50足らず、兵庫県の村では唯一であった。鳴尾村教育委員会は鳴尾高校の県立移管（1950年（昭和25年）実施）などに尽力したが、全国初となる教育委員会を持つ自治体同士の合併で西宮市教育委員会に合流した。
また、復興の財源とするため鳴尾競輪場を1949年に開設し、また甲子園球場など各種の娯楽施設に入場税を課すことで復興の財源としていった。戦前には武庫川対岸の大庄村と合併して武庫川市となる構想もあったが、大庄村は戦時中に尼崎市への合併を選択し、復興が進む中で鳴尾村は単独市制を構想していくようになる。
だが、そんな鳴尾村をいくつもの危機が襲った。まず、シャウプ勧告により入場税が国税へと移管され、歳入が大きく減少してしまった。さらに、1950年（昭和25年）にジェーン台風が襲来、村は復興のため多大な歳出を必要とするようになる。その直後には鳴尾競輪場で競輪史に残る汚点となる騒擾事件（鳴尾事件参照）が発生。全国的に反競輪の動きが起こる契機として名を残した。
こうして単独市制はおろか、合併なしでは村の財政が立ち行かなくなる事態となり、周囲の市と合併することとなった。相手先として西宮市か尼崎市かを選ぶ住民投票が行われ、住民の多数は西宮を選択した。そして1951年（昭和26年）4月1日、鳴尾村は西宮市と合併してその歴史を閉じた。
ちょうどこの年の春の甲子園に鳴尾高校が出場。決勝戦まで進み、優勝こそ逃したものの鳴尾村の最後を飾る形となった。

## 人口動態
|          | 戸数  | 人口  | 一戸平均 |
| -------- | ----- | ----- | -------- |
| 明治38年 | 731   | 4,251 | 5.8      |
| 明治42年 | 828   | 4,883 | 5.9      |
| 大正3年  | 1,060 | 5,630 | 5.3      |
| 大正8年  | 1,443 | 6,681 | 4.6      |

## 政治

### 歴代首長

#### 戸長制時代
1. 辰馬半左衛門（明治12年5月 - ）
2. 高須喜右衛門（明治16年7月 - ）
3. 高須和一郎（明治19年11月 - ）

#### 村政時代
1. 高須和一郎（明治22年5月20日 - 明治28年7月11日）
2. 岡野熊平（明治28年10月22日 - 明治32年3月11日）
3. 井上平藏（明治32年7月20日 - 明治44年9月14日）
4. 濱市郎介（明治44年10月10日 - 大正元年10月29日）
5. 久萬直行（大正元年11月26日 - 大正12年7月17日）
6. 辰馬半右衛門（大正12年7月27日 - 大正12年10月8日）
7. 久萬直行（大正12年10月8日 - 大正14年3月6日）
8. 井上昇（大正14年3月17日 - 大正15年10月14日）
9. 辰馬半右衛門（大正15年10月19日 - 昭和7年5月18日）
10. 樋口市右衛門（昭和11年5月19日 - 昭和17年4月2日）
11. 松本源次（昭和17年4月2日 - 昭和21年10月28日）
12. 井上寅蔵（昭和22年4月8日 - 昭和26年3月31日）

## 経済

### 産業
農業
『大日本篤農家名鑑』によれば鳴尾村の篤農家は「井上平蔵、大石晃、辰馬修蔵、鎌田米吉、橋爪克昌、井上勘右衛門、中田喜兵衛、金澤政吉、古結直造、井上末雄、石橋市十郎」などがいた。
商工業
- 米田豊吉（綿商）[7]
- 植田藤吉（綿商）[7]
- 鎌田太郎吉（運送業）[7]
- 中田治郎吉（燐寸小函商）[7]
- 三宅熊五郎（牛肉料理貸金）[8]

企業
- 辰馬商会（海運）

## 出身・ゆかりのある人物
- 辰馬半右衛門（兵庫県多額納税者、酒造家、清酒・東自慢醸造元[7]、辰馬商会社長、鳴尾村長）
- 辰馬半左衛門（資産家、酒造家[7]、東辰馬酒造取締役）
- 辰馬保蔵（資産家、酒造家[7]、辰馬商会取締役）

## 交通

### 鉄軌道
- 阪神電気鉄道
  - 本線 - 新設軌道（のち地方鉄道に転換）
  - 武庫川線 - 新設軌道（のち地方鉄道に転換）、貨物線（三線軌条）
  - 甲子園線 - 併用軌道（西宮市編入後に廃止）